# Poncelet (cráter)

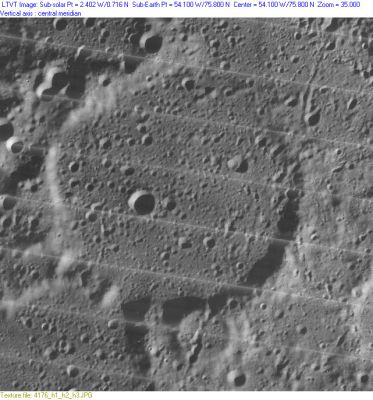
Fotografía de la misión Lunar Orbiter 4

Poncelet está constituido por los restos de un cráter de impacto que se encuentra cerca del terminador norte de la Luna. Se halla al este-noreste del cráter Pascal y al noroeste de Anaximenes.
|  |

Al igual que Anaximenes, Poncelet es una formación desgastada, erosionada con un interior que ha sido inundado por la lava o posiblemente por materiales eyectados. El borde exterior es una cresta baja y circular con una estrecha rotura hacia el sur y una brecha más ancha hacia el noreste. El suelo interior está marcado con muchos pequeños cráteres, el más notable de los cuales es Poncelet H, situado justo al sureste del punto medio.

## Cráteres satélite
Por convención estos elementos son identificados en los mapas lunares poniendo la letra en el lado del punto medio del cráter que está más cercano a Poncelet.
|          | \| Poncelet \| Coordenadas \| Diámetro \| \| -------- \| ----------------------------- \| -------- \| \| A \| 79°30′N 74°42′O / 79.5, -74.7 \| 31 km \| \| B \| 78°36′N 62°18′O / 78.6, -62.3 \| 32 km \| \| C \| 77°24′N 73°42′O / 77.4, -73.7 \| 67 km \| \| D \| 77°42′N 70°00′O / 77.7, -70.0 \| 23 km \| \| H \| 75°42′N 55°12′O / 75.7, -55.2 \| 7 km \| \| P \| 80°36′N 61°06′O / 80.6, -61.1 \| 15 km \| \| Q \| 79°54′N 59°54′O / 79.9, -59.9 \| 14 km \| \| R \| 79°18′N 57°18′O / 79.3, -57.3 \| 10 km \| \| S \| 78°42′N 56°12′O / 78.7, -56.2 \| 10 km \| |          |
| Poncelet | Coordenadas | Diámetro |
| A        | 79°30′N 74°42′O / 79.5, -74.7 | 31 km    |
| B        | 78°36′N 62°18′O / 78.6, -62.3 | 32 km    |
| C        | 77°24′N 73°42′O / 77.4, -73.7 | 67 km    |
| D        | 77°42′N 70°00′O / 77.7, -70.0 | 23 km    |
| H        | 75°42′N 55°12′O / 75.7, -55.2 | 7 km     |
| P        | 80°36′N 61°06′O / 80.6, -61.1 | 15 km    |
| Q        | 79°54′N 59°54′O / 79.9, -59.9 | 14 km    |
| R        | 79°18′N 57°18′O / 79.3, -57.3 | 10 km    |
| S        | 78°42′N 56°12′O / 78.7, -56.2 | 10 km    |